# پنیرک برگ‌گرد
پنیرک برگ‌گرد (نام علمی: Malva pusilla) نام یک گونه از سرده پنیرک است.